# Der Chapman-Report
Der Chapman-Report (Originaltitel: The Chapman Report) ist ein US-amerikanisches Filmdrama von George Cukor für Darryl F. Zanuck Productions aus dem Jahr 1962 mit Efrem Zimbalist Jr., Jane Fonda, Claire Bloom und Shelley Winters in den Hauptrollen. Der Film basiert auf dem Roman The Chapman Report von Irving Wallace.

## Handlung
Psychologe George C. Chapman kommt mit seinem Assistenten Paul Radford im Schlepptau in einen Los Angeles Vorort. Sie sind dabei, die Freiwilligen für ihre Sex-Umfrage zu suchen, und vier Frauen heben ihre Hände: Sarah Garnell ist eine Frau mittleren Alters, die eine Affäre mit dem jungen Regisseur Fred Linden hat; Teresa Harnish ist eine glücklich verheiratete Frau, die von dem bulligen Fußballer Ed Kraski angezogen wird; Naomi Shields ist eine alkoholische Nymphomanin, die es mit einem unappetitlichen Jazzmusiker aufnimmt, und Kathleen Barclay ist eine junge Witwe, die in scheinbarer Frigidität lebt. Diese vier Frauen berichten dem Forscher Chapman von ihrem Sexleben.

## Kritiken
„Kinseys Untersuchung über das Sexualverhalten der Amerikaner stand der Filmvorlage, dem gleichnamigen Roman von Irving Wallace, Pate. Cukor ist die Geschichte von den vier Frauen einer amerikanischen Kleinstadt, die einem Wissenschaftler Auskunft über ihr (Sex-)Leben erteilen, mit der bei ihm üblichen Zurückhaltung angegangen, doch die Endfassung wurde von Produzent und Zensur radikal verstümmelt.“

## Auszeichnungen
- 1963: Vier Golden-Globe-Nominierungen bei den Golden Globe Awards 1963: Für Glynis Johns, in der Kategorie Beste Darstellerin – Drama, für George Cukor in der Kategorie Beste Regie, für Harold J. Stone in der Kategorie Bester Nebendarsteller sowie in der Kategorie Bester Film – Drama

## Produktionsnotizen
Gordon Bau zeichnete als Maskenbildner verantwortlich. Das Szenenbild schuf Gene Allen. Die Ausstattung stammt von George James Hopkins. Die Kostüme lieferte Orry-Kelly. Drehorte des Films waren die Warner Brothers Burbank Studios, 4000 Warner Boulevard, Burbank, Kalifornien in den USA.

## Soundtrack
- Leonard Rosenman: The Chapman Report Soundtrack auf CD erschienen beim Label Film Score Monthly als FSMCD Vol. 10 No. 13 veröffentlicht am 31. Oktober 2007[3]